# Emmanuel Frémiet
Emmanuel Frémiet (Paris, 6 de dezembro de 1824  –  Paris, 10 de setembro de 1910) foi um escultor francês. Ele é famoso por sua escultura de Joana d'Arc em Paris (e suas estátuas "irmãs" na Filadélfia e Portland, Oregon) e o monumento a Ferdinand de Lesseps em Suez. O notável escultor Pierre-Nicolas Tourgueneff foi um dos muitos estudantes que aprenderam escultura sob a tutela de Frémiet.

## Biografia
Nascido em Paris, era sobrinho e aluno de Sophie Frémiet, e mais tarde se tornou aluno de seu marido François Rude. Ele se dedicou principalmente à escultura de animais. Seu primeiro trabalho foi em litografia científica (osteologia) e, durante algum tempo, serviu em tempos de adversidade no escritório do pintor no necrotério. Em 1843, ele enviou ao Salon um estudo de uma gazela e, depois dessa data, trabalhou prolificamente. Seu urso ferido e cachorro ferido foram produzidos em 1850, e o Museu de Luxemburgo garantiu imediatamente esse exemplo impressionante de seu trabalho. 

## Carreira

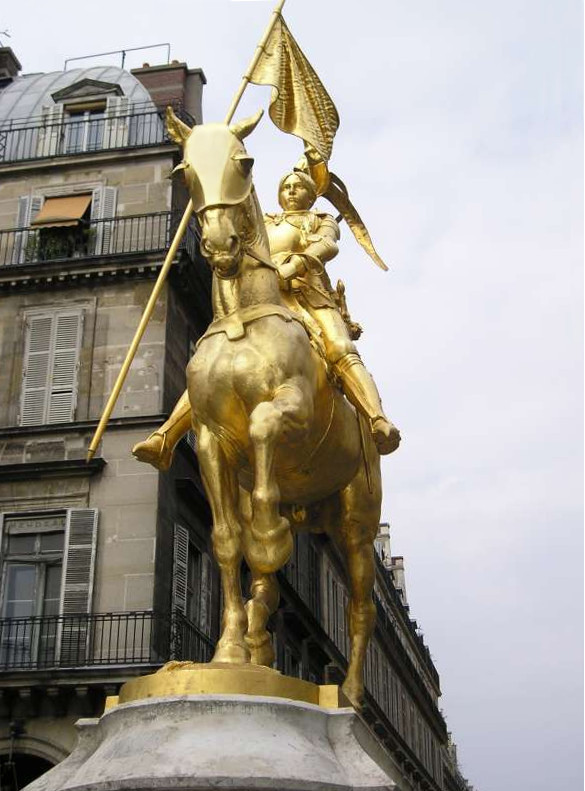
Jeanne d'Arc de Frémiet, Paris

Na década de 1850, Frémiet produziu várias obras napoleônicas. Exibiu pela primeira vez no Salão de Paris aos dezenove anos com uma escultura de uma gazela argelina. Em 1853, Frémiet, "o principal escultor de animais de sua época" exibiu esculturas em bronze dos basset hounds do imperador Napoleão III no Salão de Paris. Logo depois, de 1855 a 1859, Frémiet participou de uma série de estatuetas militares para Napoleão III, nenhuma das quais sobreviveu.
Ele produziu sua estátua equestre de Napoleão I em 1868, e de Louis d'Orleans de 1869 (no Château de Pierrefonds) e em 1874 a primeira estátua equestre de Joana d'Arc, erguida na Place des Pyramides, Paris; depois, ele (1889) substituiu por outra versão. Durante esse período, ele também executou Pan e Bear Cubs, também adquiridos pelo Museu de Luxemburgo e Desde 2005 no Musée d'Orsay. 
Em 1887, ele exibiu seu Gorilla Carrying off a Woman, que ganhou uma medalha de honra no Salon. Ele descreve um grande primata com uma lança no ombro, carregando uma vítima ainda viva e uma arma de pedra. Essa escultura dividia os críticos da época, mas agora é reconhecida como uma de suas obras mais significativas.
Do mesmo personagem estão Ourang-Outangs e Borneo Savage de 1895, uma comissão do Museu de História Natural de Paris. Frémiet também executou a estátua de São Miguel para o cume da torre da Igreja de São Miguel e a estátua equestre de Velasquez para o Jardin de l'Infante no Louvre. Nomeado Oficial da Legião de Honra Francesa em 1878, tornou-se membro da Académie des Beaux-Arts em 1892 e sucedeu Antoine-Louis Barye como professor de desenho de animais no Museu de História Natural de Paris.
Frémiet morreu em 10 de setembro de 1910 em Paris e foi enterrado na Cimetière de Louveciennes. 

## Galeria de esculturas

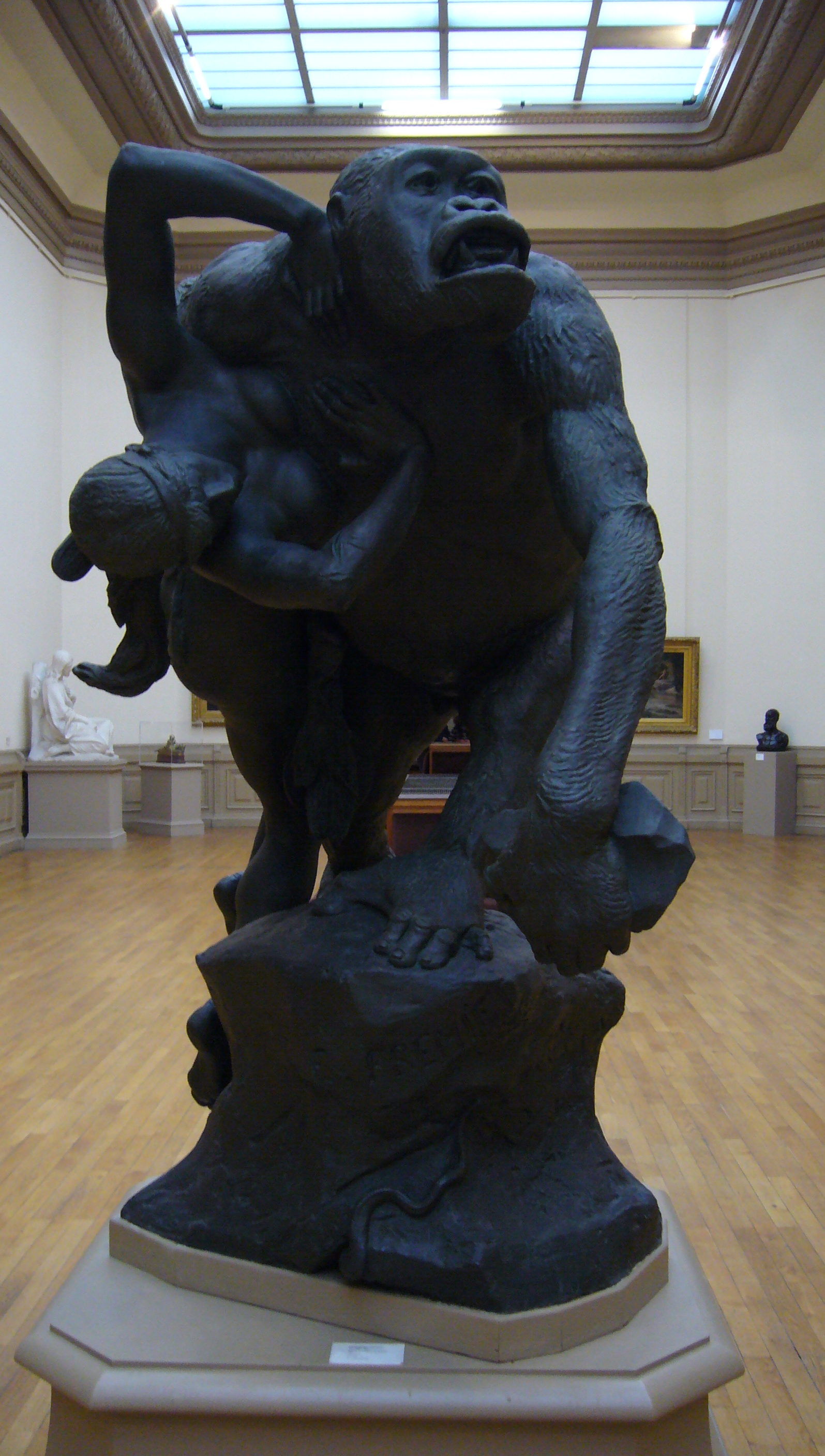
Gorille enlevant une Femme
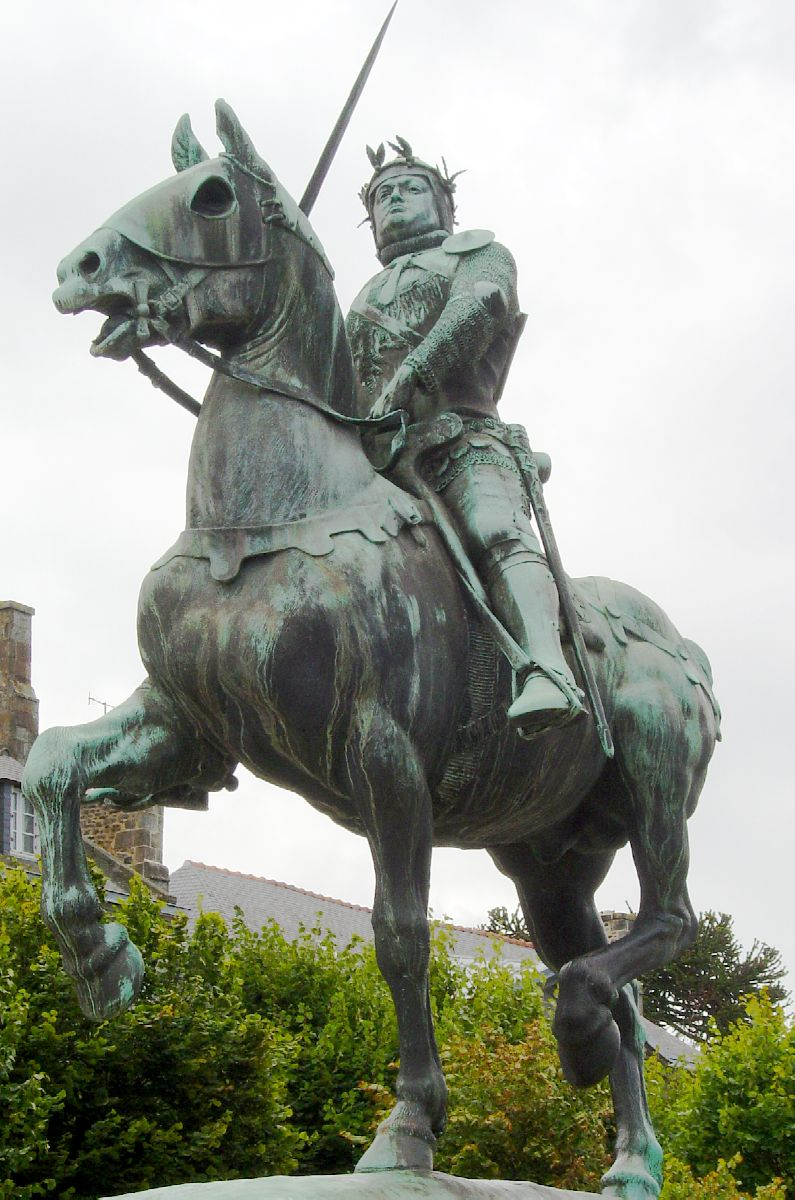
Bertrand du Guesclin em Dinan
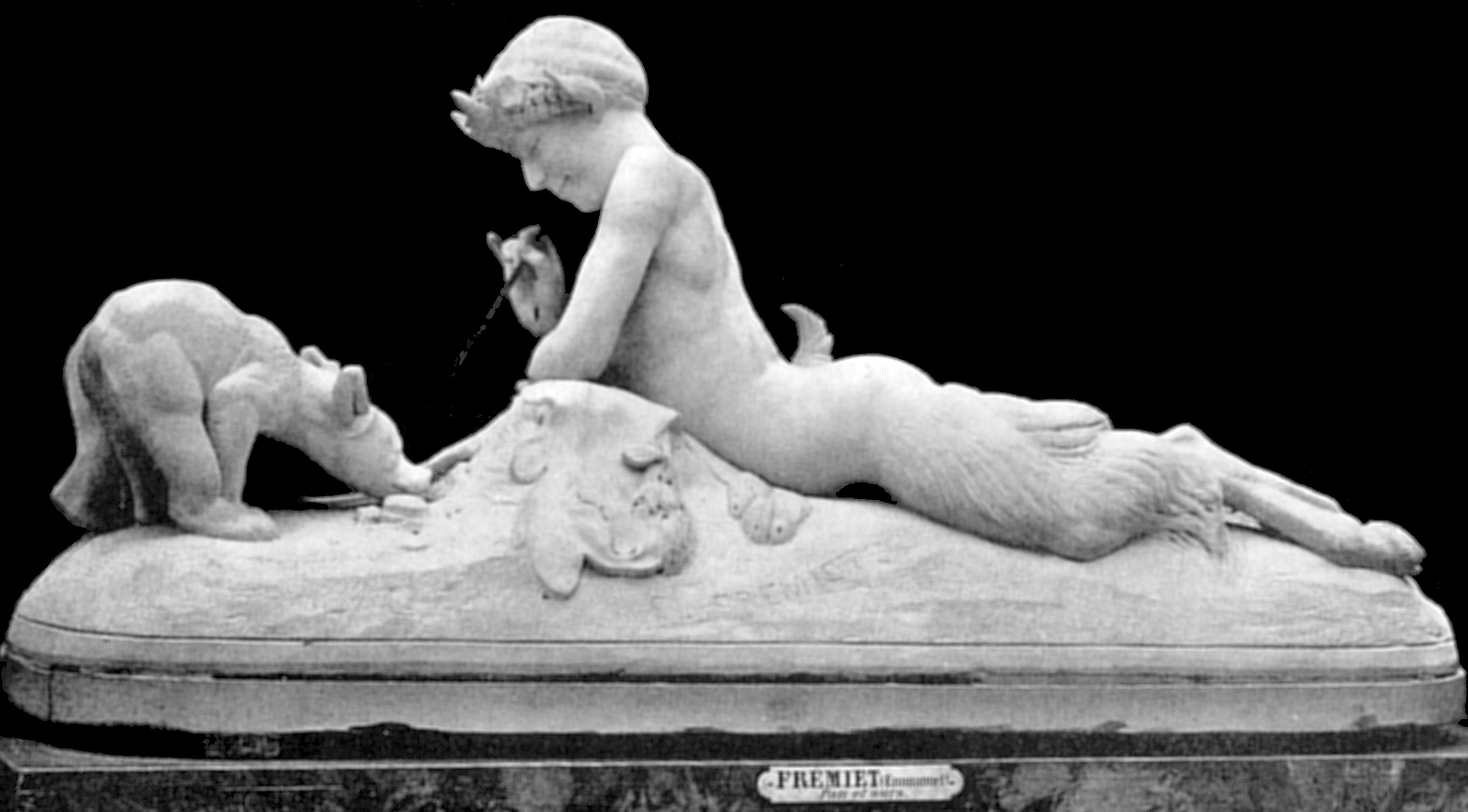
Pan de Frémiet e os filhotes de urso
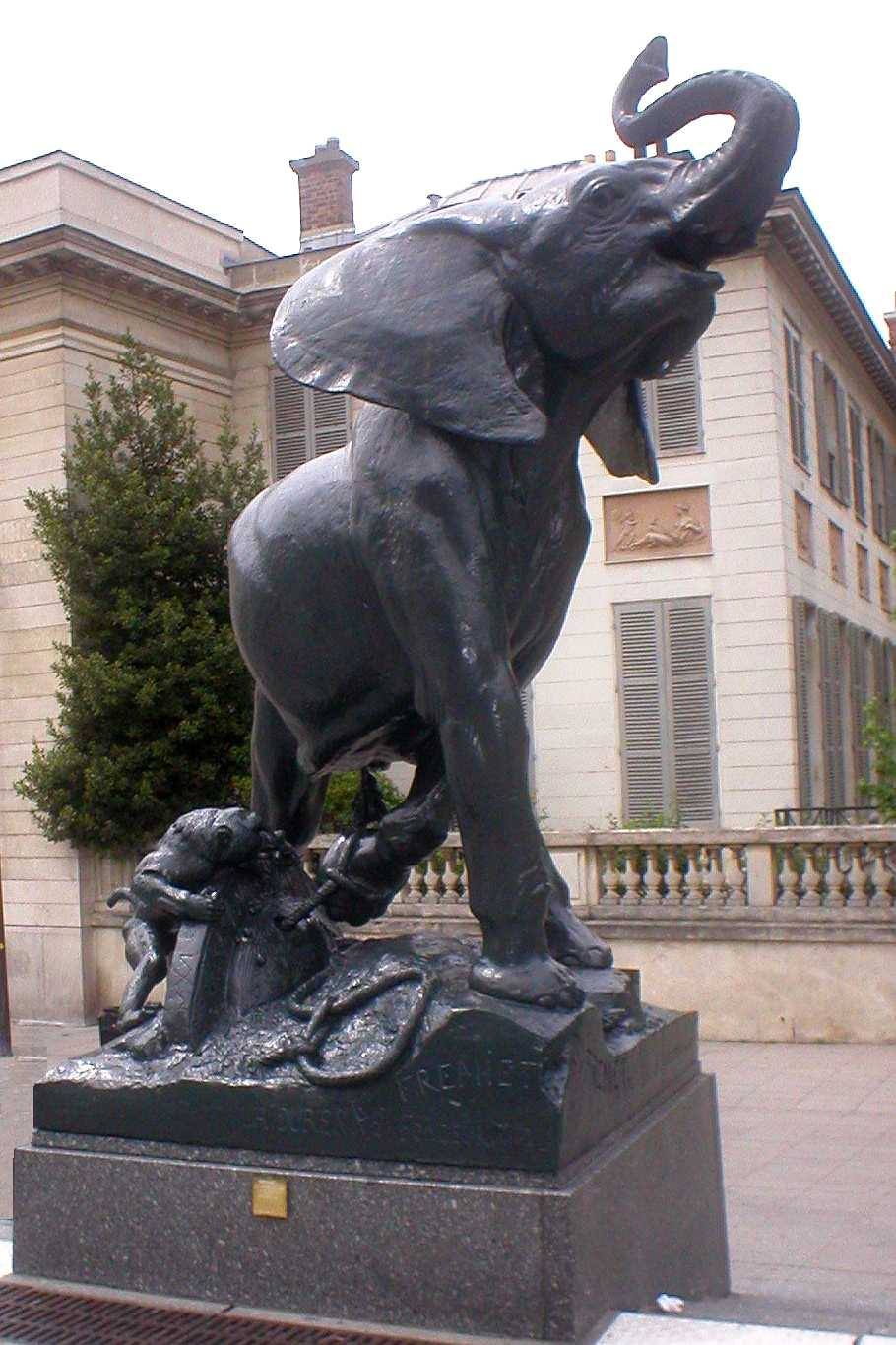
Jeune éléphant pris au piège fora do  Museu de Orsay, Paris
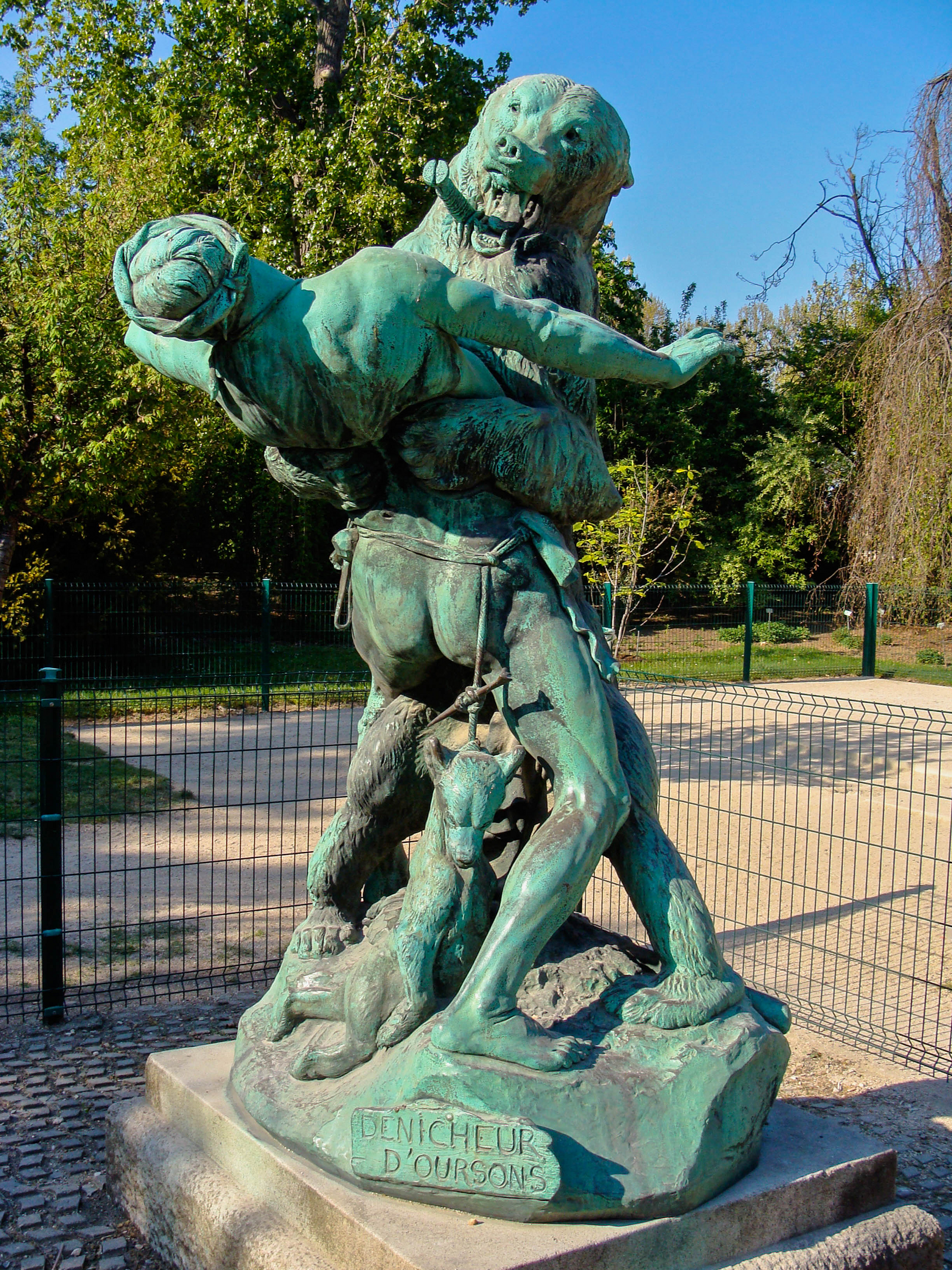
O Dénicheur d'oursons, Jardim das Plantas, Paris